# Mézères
Mézères é uma comuna francesa na região administrativa de Auvérnia-Ródano-Alpes, no departamento de Alto Loire. Estende-se por uma área de 8,42 km². Em 2010 a comuna tinha 159 habitantes (densidade: 18,9 hab./km²).